# Энтуисл, Пег
Миллисент Лилиан «Пег» Энтуисл (англ. Millicent Lilian "Peg" Entwistle, 5 февраля 1908 — 18 сентября 1932) — британская актриса театра и кино валлийского происхождения. Энтуисл начала выступать в 1925 году, сыграв роли в нескольких бродвейских спектаклях. Она появилась всего в одном фильме, «Тринадцать женщин», который вышел уже после её смерти. 
Энтуисл прославилась тем, что разбилась насмерть, прыгнув с буквы «Н» надписи «Hollywoodland» в сентябре 1932 года, ей было 24 года.

## Биография

### Детство
Миллисент Лилиан Энтуисл (англ. Millicent Lilian Entwistle) родилась в уэльском городе Порт-Толбот. Первые восемь лет своей жизни она провела в Лондоне. Мать девочки, Эмили Стивенсон, умерла, когда Пэг была ещё совсем маленькой. Несколько лет спустя её отец женился во второй раз. Его избранницей стала Лауретта Росс, родная сестра актрисы Джейн Росс. Вскоре у пары родились двое сыновей: Мильтон и Роберт Бликс.
В 1916 году отец перевозит семью в США, где он получил место менеджера бродвейского продюсера Чарльза Фромана, ознаменовав тем самым начало нового этапа в жизни Пэг.

### Первые годы в США
Спустя 5 лет после переезда в США с интервалом в один год Пэг теряет обоих родителей. Сначала в 1921 году от менингита умирает Лауретта Росс, а затем 2 ноября 1922 года трагически погибает отец. Он попадает под колеса лимузина на Парк-авеню в Нью-Йорке. После смерти Роберта в автокатастрофе опеку над детьми оформил их родной дядя, Чарльз Энтуисл, на тот момент менеджер актёра Уолтера Хэмпдена, а также его жена актриса Джейн Росс.

### Учёба в театральной студии
С раннего детства Пэг мечтала стать актрисой. В 1924 году она переехала в Бостон, где поступила в театральную студию Генри Джуитта (в настоящее время Хантингтон). Среди её учителей была прославленная актриса Бланш Юрка. Под её руководством Пэг получала роль в каждой постановке пьес Генрика Ибсена и уже в 16 лет была подающей большие надежды актрисой.
Одной из первых ролей Энтуисл стала роль Едвиги в пьесе «Дикая утка», которой восхищалась Бетт Дейвис, указывая позже в своих мемуарах, что в то время хотела быть похожей на Пег Энтуисл. Вскоре после этого актриса была принята в группу Нью-Йоркской театральной гильдии.

### Бродвейские постановки

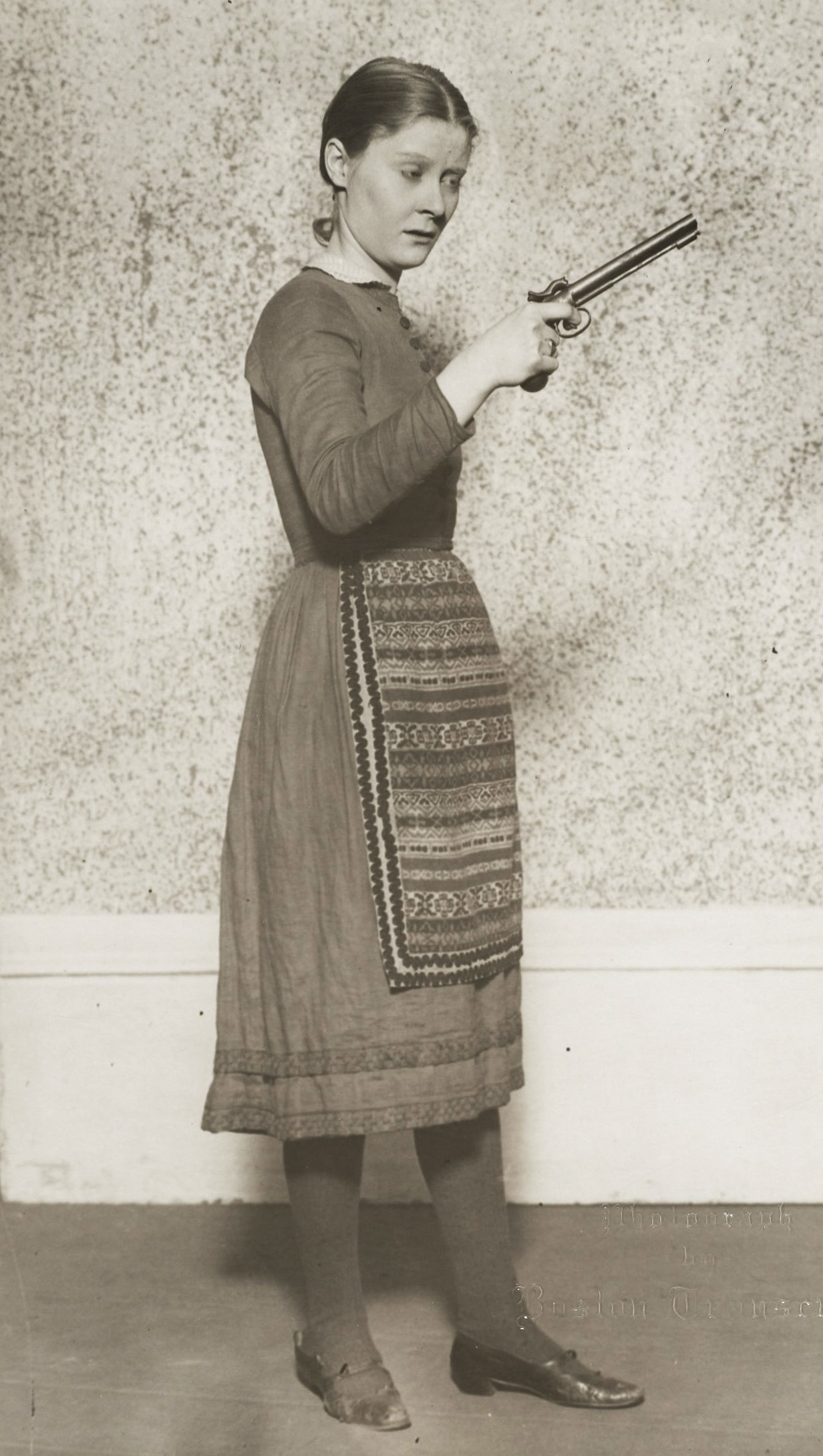
Пег Энтуисл в роли Едвиги в пьесе «Дикая утка». 1925 год.

В 1925 году при содействии друга и начальника её дяди, актёра Вальтера Хэмпдена, Пэг впервые выходит на Бродвейскую сцену. Ей достается бессловесная, ничем не примечательная эпизодическая роль служанки в постановке «Гамлет». Дебют прошёл удачно, молодая актриса сумела обратить на себя внимание взыскательной публики.
В июне 1926 года состоялся её бродвейский дебют уже в составе труппы Нью-Йоркской театральной гильдии в пьесе «Человек из Торонто», где она исполняла роль Марты. В дальнейшем пьеса выдержала 28 постановок. В последующие шесть лет Энтуисл появилась в десяти бродвейских постановках. В числе её партнеров были Уильям Жилетт, Боб Каммингз, Лоретт Тэйлор и Дороти Гиш. Самой выдающийся работой Энтуисл стала работа с Сидни Толером в пьесе «Томми». В течение 1927 года эта пьеса ставилась на сцене 232 раза.
В апреле 1927 года Пег Энтуисл вышла замуж за актёра Роберта Кита, однако вскоре пара объявила о разводе. Помимо обвинений в жестокости, Энтуисл упрекала мужа в том, что он не удосужился рассказать ей о том что был ранее женат и имеет шестилетнего сына, Брайана (тоже в будущем известного актёра).
В перерывах между Бродвейскими постановками Энтуисл и другие актёры ездили в турне, посвященное десятилетнему юбилею театральной труппы. Организацией турне лично занимался великий Бернард Шоу. Независимо от того, в какой пьесе Пег принимала участие, она неизменно получала восторженные отзывы о своей игре, даже если критики были явно недовольны постановкой в целом.
Каждую неделю играя новую роль, Пег приобретала все большую популярность в широких кругах зрителей. Информация о ней чаще появлялась в прессе, например, ей посвящены статьи в воскресном выпуске «New York Times» (1927) и газеты «Oakland Tribune» (1929).
В начале 1932 года Энтуисл в последний раз вышла на бродвейскую сцену в пьесе Джеймса Мэтью Барри «Alice Sit-by-the-Fire». В паре с Энтуисл должна была играть Лоуретт Тэйлор, однако из-за того, что у Тэйлор были явные проблемы с алкоголем, постановку два раза приходилось отменять и возвращать деньги за купленные билеты. В конечном итоге пьесу сняли с репертуара, а Энтуисл и другими актёрам вместо обещанных процентов с продаж билетов выдали лишь жалование за неделю.

### Работа в Голливуде
В мае 1932 года Пег Энтуисл уезжает в Лос-Анджелес, где играет в театре Беласко в пьесе Ромни Брента «Сумасшедшие надежды». После закрытия показа в июне того же года она решила возвратиться в Нью-Йорк, но кинокомпания «RKO» предложила ей попробовать себя в кино и пригласила на пробы. Энтуисл согласилась, и вскоре получила свою первую и единственную роль в кино — роль Хейзл в фильме «Тринадцать женщин».
Несмотря на звездный состав актрис: Мирну Лой и Айрин Данн, на тестовом показе фильм получил плохие отзывы, после чего киностудия перемонтировала фильм, существенно урезав при этом экранное время Энтуисл.
В этот момент страна переживала разгар Великой депрессии. Четверть населения страны составляли безработные, около половины граждан жили за чертой бедности. В стране то и дело вспыхивали голодные бунты, которые жестоко подавлялись. В Лос-Анджелесе стало крайне сложно найти роли, денег едва хватало на самое необходимое, вернуться в Нью-Йорк не представлялось возможным. Чувство собственной невостребованности крайне угнетало Энтуисл, она все чаще впадала в депрессию. Узнав о том, что её роль в «Тринадцати женщинах» значительно урезали, актриса отчаялась окончательно.

### Самоубийство
Пятничным вечером 16 сентября 1932 года Пег Энтуисл оставила родным записку, что отправилась к друзьям. Больше живой её никто не видел. В воскресенье 18 сентября в полицейском участке раздался звонок, и неизвестная женщина сообщила, что наткнулась около знака Голливуда на женскую туфлю и аккуратно свёрнутое пальто, неподалёку она нашла женскую сумочку с предсмертной запиской внутри. На дне тридцатиметрового оврага женщина увидела тело. Неизвестная не хотела ненужной огласки, поэтому подобрала брошенные вещи, свернула их в узелок и оставила у дверей полицейского участка. Прибывшие по вызову полицейские обнаружили тело прилично одетой женщины со светлыми волосами и голубыми глазами.
Полицейские восстановили картину произошедшего: женщина взобралась вверх по служебной лестнице, являющейся одновременно каркасом буквы «Н» знака «HOLLYWOODLAND», и бросилась вниз с высоты 50 футов (15,2 метра).
Предсмертная записка в её сумочке гласила:
 «Я боюсь, я — трусиха. Простите меня за все. Если бы я сделала это намного раньше, это избавило бы от множества боли. П. Э.».
Вскрытие тела показало, что смерть наступила в результате множественных переломов костей таза, каких-либо злоупотреблений алкоголем отмечено не было. В связи с тем, что у женщины не было никаких документов, газета «Los Angeles Times» опубликовала предсмертную записку, в надежде, что инициалы подписи будут опознаны. В результате в полицию обратился дядя Пэг Энтуисл, Гарольд, который впоследствии опознал тело в морге. Несмотря на то, что смерть с большой вероятностью наступила именно 16 сентября, в свидетельстве о смерти указана дата 18 сентября, день обнаружения тела. Её тело кремировали и похоронили возле могилы отца в Глендейле (штат Огайо).

## Фильмография
| Год  |   | Русское название  | Оригинальное название | Роль                                           |
| ---- | - | ----------------- | --------------------- | ---------------------------------------------- |
| 1932 | ф | Тринадцать женщин | англ. Thirteen Women  | Хазел Клей Казинс / (англ. Hazel Clay Cousins) |